# 大島久直
大島 久直（おおしま ひさなお、1848年10月1日〈嘉永元年9月5日〉- 1928年〈昭和3年〉9月27日）は、明治・大正期の日本の陸軍軍人。軍事参議官、教育総監、近衛師団長等を歴任し、官位は陸軍大将正二位勲一等功二級子爵に昇る。

## 経歴
久保田藩久保田出身。槍術師範・大島久徴の次男として生まれる。江戸へ留学している最中に戊辰戦争が勃発し参戦の為に帰郷し、事故により負傷する。その後父が大館市十二所に転勤になり同行。さらに上京し明治3年（1870年）4月、第3番大隊に配属され、明治4年（1871年）5月には陸軍中尉に初任。同年11月、大尉に進み翌1872年（明治5年）、第7番大隊副官。1874年（明治7年）、歩兵第2連隊大隊長となり、少佐進級の後の1875年（明治8年）12月には東京鎮台幕僚参謀副長に任ぜられる。1877年（明治10年）の西南戦争では別働第4旅団の歩兵第1連隊大隊長として従軍する。
戦後、東京鎮台参謀、総務局次長を経て1882年（明治15年）10月には東京衛戍司令官、1883年（明治16年）6月には歩兵第11連隊長に就き、1887年（明治20年）4月、陸軍大佐に進む。1889年（明治22年）4月、近衛歩兵第3連隊長、1890年（明治23年）6月、陸軍大学校長、1892年（明治25年）には陸軍少将に進級し歩兵第5旅団長に就任する。監軍部参謀長の後の1893年（明治26年）11月、歩兵第6旅団長に移り、この時日清戦争に出征する。
戦後、台湾総督府参謀長兼陸軍局長官などを務める。1895年（明治28年）8月20日、日清戦争の戦功により男爵を授けられ華族に列せられる。また、同日功三級金鵄勲章を賜る。1896年（明治29年）4月、立見尚文の後を受け陸軍大学校長に就任し、同年6月には歩兵第12旅団長に移る。翌1897年（明治30年）4月には再び陸軍大学校長に就き、1898年（明治31年）10月には上田有沢に代わる。大島は陸軍中将に進級し新設の第9師団長に任ぜられる。1903年（明治36年）、勲一等瑞宝章受章。
1904年（明治37年）の日露戦争では乃木希典大将の指揮する第3軍に属し旅順攻略戦・奉天会戦に参加した。1906年（明治39年）4月、功により勲一等旭日大綬章・功二級金鵄勲章を受章する。同年5月に陸軍大将に進み7月、近衛師団長に移る。1907年（明治40年）9月、子爵に陞爵し、1908年（明治41年）には陸軍三長官の一つ教育総監に就任する。1911年（明治44年）の軍事参議官を経て、1913年（大正2年）9月5日、後備役に編入となり、1918年（大正7年）4月1日に退役した。1928年（昭和3年）9月27日、薨去。享年81歳。同日付けで勲一等旭日桐花大綬章を賜る。墓所はかつて秋田藩下屋敷があった付近の田端の与楽寺。

## 栄典
位階
- 1874年（明治7年）3月8日 - 正七位[5]
- 1875年（明治8年）2月24日 - 従六位[5]
- 1881年（明治14年）3月25日 - 正六位[5]
- 1889年（明治22年）7月15日 - 従六位[5]
- 1892年（明治25年）3月29日 - 正五位[5]
- 1897年（明治30年）5月31日 - 従四位[5][6]
- 1902年（明治35年）8月20日 - 正四位[5][7]
- 1905年（明治38年）8月26日 - 従三位[5][8]
- 1908年（明治41年）9月30日 - 正三位[5][9]
- 1913年（大正2年）10月10日 - 従二位[10]
- 1924年（大正13年）10月15日 - 正二位[11]

爵位
- 1895年（明治28年）8月20日 - 男爵[12]
- 1907年（明治40年）9月21日 - 子爵[13]

勲章等
| 受章年                     | 略綬 | 勲章名                 | 備考 |
| -------------------------- | ---- | ---------------------- | ---- |
| 1885年（明治18年）11月19日 |      | 勲三等旭日中綬章       |      |
| 1895年（明治28年）5月23日  |      | 勲二等瑞宝章           |      |
| 1895年（明治28年）8月20日  |      | 功三級金鵄勲章         |      |
| 1895年（明治28年）8月20日  |      | 旭日重光章             |      |
| 1895年（明治28年）11月18日 |      | 明治二十七八年従軍記章 |      |
| 1903年（明治36年）5月16日  |      | 勲一等瑞宝章           |      |
| 1906年（明治39年）4月1日   |      | 功二級金鵄勲章         |      |
| 1906年（明治39年）4月1日   |      | 旭日大綬章             |      |
| 1906年（明治39年）4月1日   |      | 明治三十七八年従軍記章 |      |
| 1915年（大正4年）11月10日  |      | 大礼記念章             |      |

外国勲章佩用允許
| 受章年                   | 国籍       | 略綬 | 勲章名       | 備考 |
| ------------------------ | ---------- | ---- | ------------ | ---- |
| 1918年（大正7年）6月18日 | 支那共和国 |      | 一等文虎勲章 |      |

## 親族
- 嗣子：大島久忠（陸士23期、陸軍大佐）- 妻の千代子は長崎省吾の三女[21]。
- 男：大島佐
- 七男：大島卓 （陸士31期、陸軍大佐、妻は貴族院議員 井芹典太孫)
- 兄：大島久誠（陸軍大尉。1897年9月6日卒去。墓石は真田山陸軍墓地にあり。文字は松邨乾堂の書。）

## 邸宅
1908年（明治41年）9月、紀尾井町にあった邸宅内で、大妻コタカが裁縫と手芸の私塾を開設する（大妻女子大学の源流の一つ）。
1910年（明治43年）11月に大島が建てた邸宅は、1912年（明治45年）3月に財団法人上智学院に売却され後、校舎となるが、1976年（昭和51年）7月に解体された。